# Scott Evans
Scott Andrew Evans (Sudbury, Estados Unidos; 21 de septiembre de 1983) es un actor estadounidense. Mostró interés por la actuación a temprana edad inspirado por su madre, y tras terminar sus estudios de secundaria, se mudó a Nueva York con su hermano Chris para estudiar en la Universidad de Nueva York. Tras egresar, debutó en One Life to Live, donde interpretó al primer personaje homosexual que aparecía en la serie. También hizo breves apariciones en otras series como Law & Order: Criminal Intent, Fringe y Daytime Divas, además de filmes como Before We Go (2014) y Playing It Cool (2014), ambos protagonizados por su hermano.

## Biografía
Scott Andrew Evans nació el 21 de septiembre de 1983 en el pueblo de Sudbury, en el estado de Massachusetts (Estados Unidos), hijo de Robert Evans III, un dentista, y Lisa Capuano, una directora de teatro. Tiene ascendencia británica y alemana por su padre, así como italiana e irlandesa por su madre. Es el tercero de cuatro; tiene una hermana mayor llamada Carly, un hermano mayor llamado Chris (también actor) y una hermana menor llamada Shanna. Creció junto a su familia en Sudbury y asistió a la Lincoln-Sudbury Regional High School hasta su graduación en 2001.
Comenzó a mostrar interés a temprana edad por la actuación, principalmente inspirado por la vocación de su madre, por lo que se unió al club de teatro en su primer año de secundaria y decidió que eso era lo que le gustaba hacer. Posteriormente, se mudó con su hermano mayor a la ciudad de Nueva York donde estudió teatro en la Universidad de Nueva York. Durante una entrevista, Chris accidentalmente reveló que Scott es homosexual; pese a que Scott se lo dijo a su familia a los 19 años, jamás lo había expresado abiertamente ante la prensa. Sin embargo, este hecho no perjudicó la carrera de ninguno, y Scott expresó que no se molestó porque era algo que consideraba «obvio». Luego de egresar de la Universidad de Nueva York, Evans debutó como actor uniéndose a la serie One Life to Live con el rol de Oliver Fish, el cual se convertiría en el primer personaje abiertamente homosexual en aparecer en la serie. Evans y Brett Claywell representaron a la primera pareja homosexual del programa y su arco se extendió por dos años hasta 2010, cuando ambos personajes fueron removidos ya que la historia no tuvo la aceptación esperada por parte del público.

## Filmografía
| Año  | Título                      | Rol         | Notas        |
| ---- | --------------------------- | ----------- | ------------ |
| 2009 | The Lovely Bones            | Townsperson |              |
| 2009 | Confessions of a Shopaholic | Chad        |              |
| 2014 | Behaving Badly              | Ronnie Watt |              |
| 2014 | Before We Go                | Conserje    |              |
| 2014 | Playing It Cool             | Chico Feliz |              |
| 2015 | Lily & Kat                  | Nick        |              |
| 2015 | Close Range                 | Logan       |              |
| 2016 | Badlands of Kain            | Josh        |              |
| 2016 | Southbound                  | Danny       | Cortometraje |
| 2018 | Madhouse Mecca              | Greg        |              |
| 2020 | Almost Love                 | Adam        |              |
| 2023 | Barbie                      | Ken         |              |

| Año           | Título                       | Rol                        | Notas                              |
| ------------- | ---------------------------- | -------------------------- | ---------------------------------- |
| 2008–2010     | One Life to Live             | Oliver Fish                |                                    |
| 2008          | Law & Order: Criminal Intent | Woody Sage (Scott Woodley) | Episodio: «Betrayed»               |
| 2008          | Guiding Light                | Trey                       | 2 episodios                        |
| 2008          | Fringe                       | Ben                        | Episodio: «The Cure»               |
| 2010          | Law & Order                  | Thomas Moran               | Episodio: «Steel-Eyed Death»       |
| 2010          | Rubicon                      | Joe Purcell                | Episodio: «Wayward Sons»           |
| 2011          | Law & Order: Criminal Intent | Shane Berlin               | Episodio: «Trophy Wine»            |
| 2012, 2013    | White Collar                 | Dennis Flynn               | 2 episodios                        |
| 2013          | In the Dark                  | EMT Reid                   | Telefilme                          |
| 2014          | Looking                      | Cody Heller                | Episodio: «Looking for a Plus-One» |
| 2014          | Hit the Floor                | Danny                      | Episodio: «Unguarded»              |
| 2016          | I Know Where Lizzie Is       | Henry Spencer              | Telefilme                          |
| 2017          | Daytime Divas                | Julian                     | 4 episodios                        |
| 2018–presente | Grace and Frankie            | Oliver                     | Recurrente                         |
| 2019          | Into the Dark                | Joel                       | Episodio: «Midnight Kiss»          |